# Carretera Mondragón-Villarreal de Álava
La carretera  GI-2620  en Guipúzcoa,  A-2620  en Álava, es la vía que une las poblaciones de Mondragón (Guipúzcoa) y Villarreal de Álava a través del valle de Aramayona y el puerto de Cruceta. Comienza en la  GI-627  al sur de la localidad cerrajera y, tras discurrir por los barrios de Garagarza, Guesalíbar (Santa Águeda) e Ibarra, salvar el puerto de Cruceta (702 m) y bordear el embalse de Albina, desemboca en las carreteras  N-240  y  A-623  en Villarreal.
Está prevista la apertura al tráfico de una variante de población en Villarreal que evite el transcurso de vehículos de paso por el centro de la localidad y mejorar la seguridad de la intersección con la  N-240 . Para ello se está construyendo una calzada al norte de la población que desvíe el trazado de la  A-2620  hacia el oeste y la lleve a enlazar con la  A-623 .
Antes de la transferencia de las carreteras comarcales y locales a las administraciones autonómicas y provinciales, esta carretera se denominó  L-625 .

## Trazado
| Velocidad | Esquema | Carretera que enlaza                              |
| --------- | ------- | ------------------------------------------------- |
|           |         | GI-627 Éibar - Vitoria Mondragón San Andrés       |
|           |         | Túnel de Olandixo                                 |
|           |         | Mondragón Uribarri                                |
|           |         | Garagarza                                         |
|           |         | Guesalíbar                                        |
|           |         |                                                   |
|           |         | A-3920 Uncella                                    |
|           |         | Aramayona Ibarra                                  |
|           |         | Aramayona Ibarra                                  |
|           |         | A-4021 Azcoaga - Barajuén                         |
|           |         | Puerto de Cruceta (720 m)                         |
|           |         | A-3941 Oleta                                      |
|           |         | Villarreal de Álava                               |
|           |         | A-623 Ochandiano - Durango N-240 Vitoria - Bilbao |